# Casearia tomentosa
Casearia tomentosa är en videväxtart. Casearia tomentosa ingår i släktet Casearia och familjen videväxter.

## Underarter
Arten delas in i följande underarter:
- C. t. reducta
- C. t. tomentosa